# Liplany (Białoruś)
Liplany (biał. Ліпляны, Liplany; ros. Липляны, Liplany) – agromiasteczko na Białorusi, w obwodzie homelskim, w rejonie lelczyckim, w sielsowiecie Lelczyce, nad Uborcią i w pobliżu Lelczyc.

## Historia
W XIX i w początkach XX w. położone były w Rosji, w guberni mińskiej, w powiecie mozyrskim, w gminie Lelczyce.
Po I wojnie światowej pod administracją polską, w Zarządzie Cywilnym Ziem Wschodnich, w okręgu brzeskim, w powiecie mozyrskim, w gminie Lelczyce.
W wyniku postanowień traktatu ryskiego znalazły się w granicach Związku Sowieckiego. Od 1991 w niepodległej Białorusi.